# George et Margaret
Georges et Margaret est une pièce de théâtre de Gérald Savory, adaptée en français par Marc-Gilbert Sauvajon et Jean Wall en 1946.

## Argument
Dans un coin tranquille de la campagne anglaise, vit la famille Smith. Sa quiétude va être troublée par l'arrivée d'une ravissante jeune femme...

## Théâtre des Bouffes-Parisiens,1992
- De janvier à juin 1992 au Théâtre des Bouffes-Parisiens.
- Tournées Herbert-Karsenty d'octobre à décembre 1991
- Mise en scène : Jean-Laurent Cochet, Robert Dhéry, René Clermont
- Décors et costumes : Bernard Evein
- Directeur photo : Jean-Marie Bergis

Interprètes et personnages
- Danielle Darrieux : Alice Smith
- Jacques François : Malcolm Smith
- Inger Ekbom : Gladys
- Pierre-Arnaud Juin : Dudley Smith
- Geoffroy Thiebaut : Claude Smith
- Agnès Seelinger : Franckie Smith
- Olivier Rodier : Roger Tramton